# Actinophryida
Actinophryida es un pequeño grupo familiar de protistas heliozoos, conocidos comúnmente como animalículos sol. Son los heliozoos más comunes en agua dulce, siendo especialmente frecuentes en lagos y ríos, pero también se encuentran en aguas marinas y suelo. Son unicelulares y aproximadamente de forma esférica, sin conchas ni testas y con numerosos axopodios que irradian hacia fuera desde el cuerpo de la célula y que les permiten adherirse a las presas que pasan cerca. Por lo que respecta a su dieta, se alimentan de pequeños flagelados, ciliados diminutos, algas microscópicas, etc.
La porción externa de la célula, o ectoplasma, es distintiva y se llena de numerosas vacuolas minúsculas que asisten a la flotación. El proceso es muy similar al ósmosis, sin embargo, el flujo de agua que sale de la célula no se debe a la concentración de agua, sino que es la célula la que empuja exceso del agua hacia fuera. Algunas vacuolas contráctiles alrededor de la periferia de la célula expelen el exceso de agua, y son visibles como bombas claras cuando están llenas.
La reproducción se realiza por fisión, con mitosis abierta. Bajo condiciones desfavorables, el organismo formará un quiste, con múltiples paredes y cubierto de espinas. Mientras permanece enquistado, puede experimentar un proceso peculiar de autogamia o autofertilización, en la cual se produce una meiosis, se divide para formar dos gametos, que entonces se funden de nuevo. Esta es la única forma de reproducción sexual que ocurre dentro del grupo, aunque es realmente una reorganización genética más que reproducción.
El grupo comprende dos géneros y cinco especies. Actinophrys tiene un único núcleo central y la mayoría de sus especies tienen un diámetro de alrededor 40-50 μm y axopodios de una longitud de hasta 100 μm, aunque esta varía. Actinosphaerium es varias veces más grande, con un diámetro a partir de 200-1000 μm y numerosos núcleos, encontrándose exclusivamente en agua dulce. Se han descrito otros posibles géneros, "Echinosphaerium" y "Camptonema", pero parecen ser sinónimos.
Los axopodios están soportados por microtúbulos dispuestos en un único y característico patrón de doble espiral. En Actinophrys, éstos parten de la membrana nuclear, mientras que en Actinosphaerium en algunos casos ocurre y en otros no. Otros organismos con microtúbulos que parten del núcleo se ha considerado posibles parientes, en concreto los Pedinellales. Estas son algas relacionadas con las algas doradas, diatomeas, algas pardas y similares.

## Galería

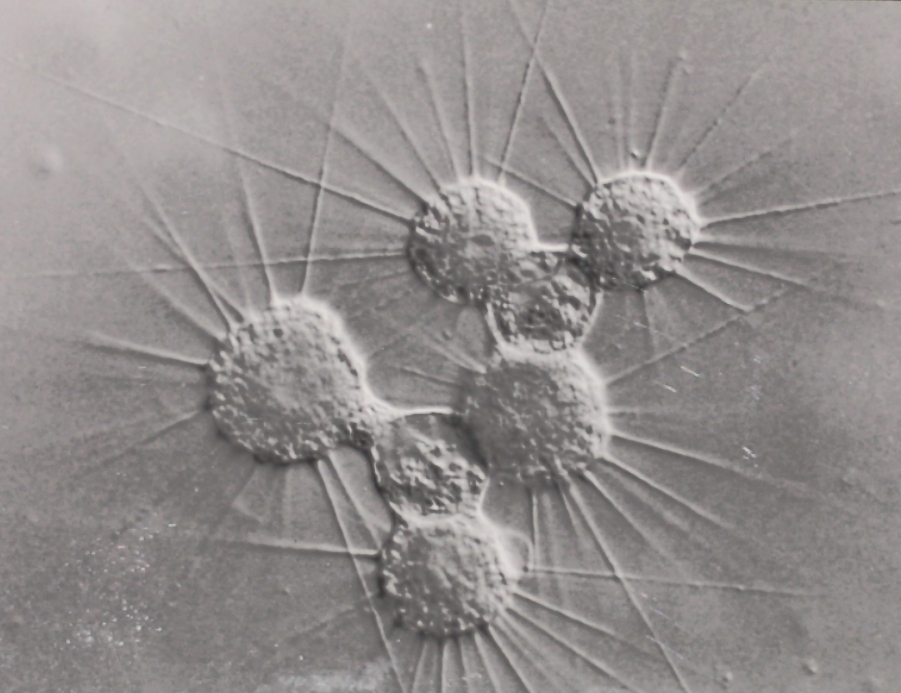
Actinophrys
- Actinosphaerium
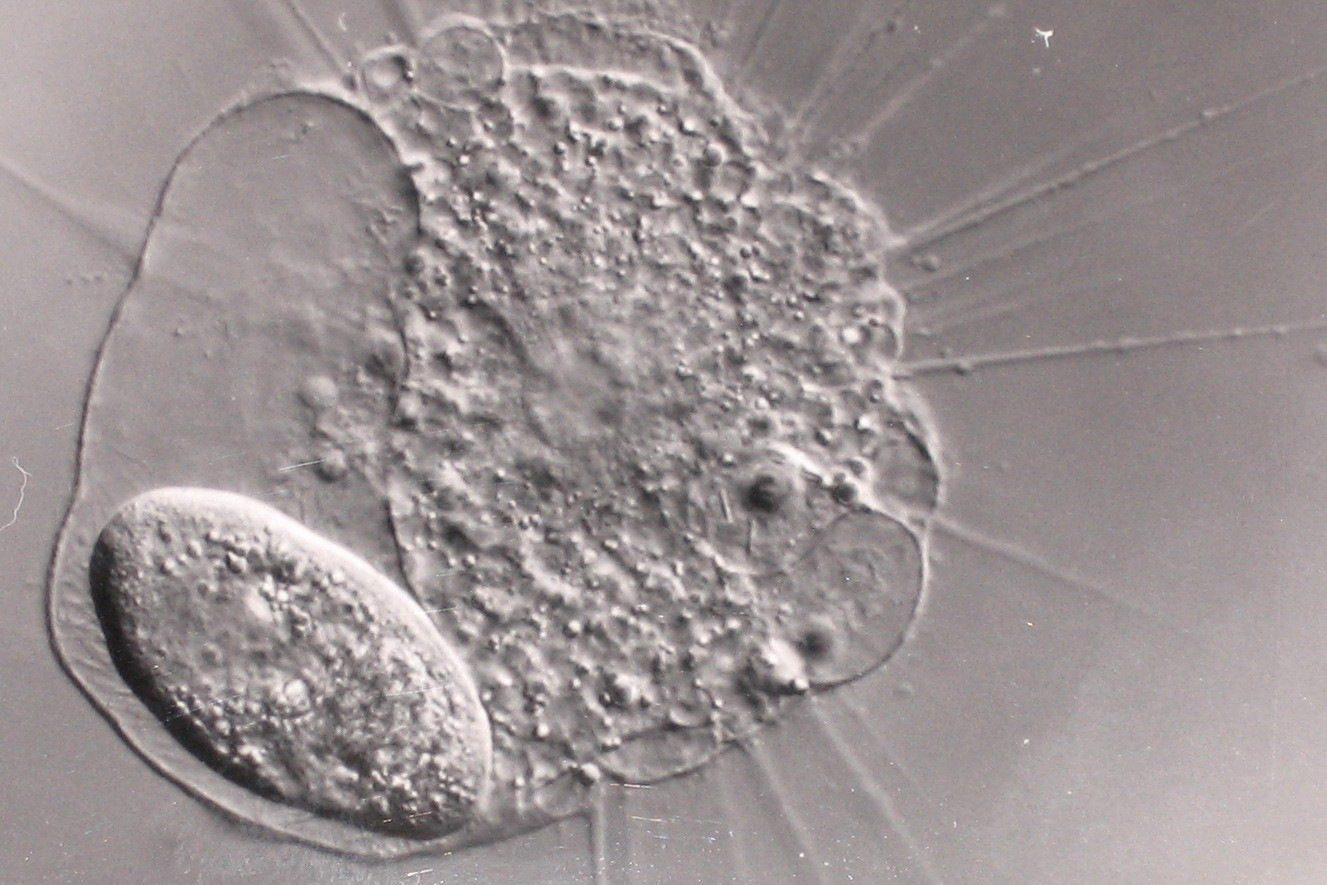
Actinophrys alimentándose de un Paramecium
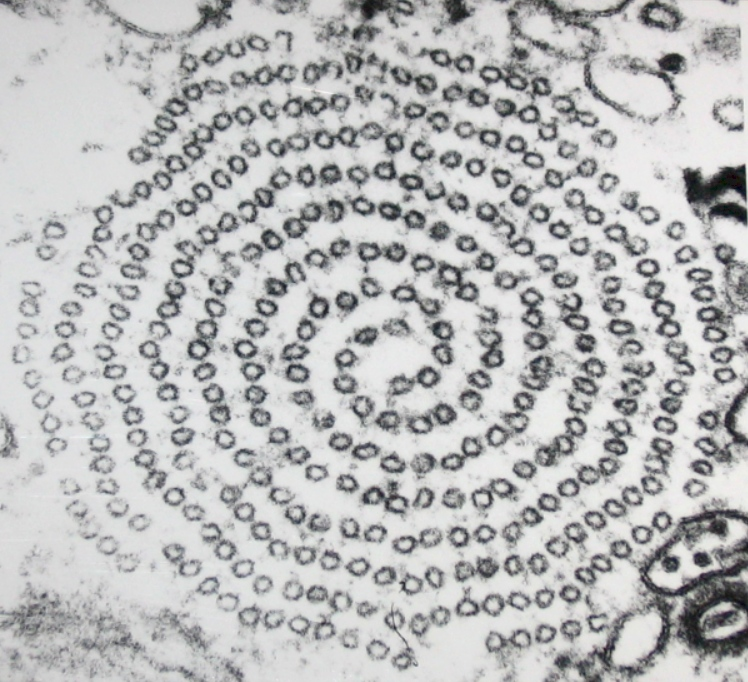
Estructura de microtúbulos del axopodio